# Rachid Ringa
 (août 2018).
 (septembre 2019).
Si vous disposez d'ouvrages ou d'articles de référence ou si vous connaissez des sites web de qualité traitant du thème abordé ici, merci de compléter l'article en donnant les références utiles à sa vérifiabilité et en les liant à la section « Notes et références ».
 (septembre 2019).
Rachid Ringa, né le 10 juin 1955 à Rabat (Maroc) et mort le 15 juin 2019, est un expert en sociologie et en sciences de l'éducation marocain.

## Biographie

### Formation
Rachid Ringa obtient son baccalauréat au lycée Hassan II de Rabat. Il entre à la faculté de Lettres et de Sciences sociales de l’Université Mohammed V où il obtient un diplôme d' Études Universitaire Générale en Sciences juridiques. Il poursuit son cursus à l'Institut Royal de Formation des Cadres. 
Après une première expérience au sein du Ministère de la Jeunesse et des Sports, il continue ses études à l’Université des Sciences Humaines de Strasbourg dont il obtient un doctorat de 3e cycle en 1988, puis il soutient sa thèse de doctorat en Sciences de l’éducation dans la même université en 1993, dont l'intitulé est Regard Sociologique sur la Délinquance Juvénile au Maroc, thèse qui sera publiée en 1998.

## Prix et distinctions
- 2001 - 2002 : tableau d’honneur de la faculté des sciences de l’éducation, Université Laval.[réf. nécessaire]
- 2011 : distinction royale sur les travaux de recherches sur l’expérience Marocaine contre le terrorisme.[réf. nécessaire]

## Œuvres
- 1998 : Regards sociologiques sur la délinquance juvénile au Maroc, Imprimerie Fédala[3].
- 2002 : Vers une stratégie commune pour la protection des jeunes délinquants, 4 tomes.
- 2006 : Le combat du Maroc contre le terrorisme, 3 tomes
- 2011 : Violences et crimes, instruments internationaux et législations nationales (en arabe et en deux tomes).